# دشت ارغوانی
دشت ارغوانی فیلمی به کارگردانی نادر مقدس و نویسندگی رسول ملاقلی‌پور و نادر مقدس محصول سال ۱۳۷۳ است.

## خلاصه داستان
با حمله غافلگيرانه دشمن به يک روستای مرزی «حيدر» چوپان نوجوان، تصميم می‌گيرد به كمک «نازگل» كه شوهرش در روز عروسی به اسارت دشمن درآمده است، گله اهالی روستا را از ميان آتش دشمن عبور دهد و آن را به دشت سرسبزی كه وصفش را در قصه‌های مادربزرگ شنيده بود، برساند...

## بازیگران
- محسن احمدی
- ژاله صامتی
- شهرام زرگر
- ملک حاجی نژاد
- نورعلی لطفی
- بهنام شهبازی
- محمدحسین جلالوند
- افسانه جزایری
- خدابخش کرمی
- زهرا محمدی
- نبی کرمی منفرد